# Arte Maurya

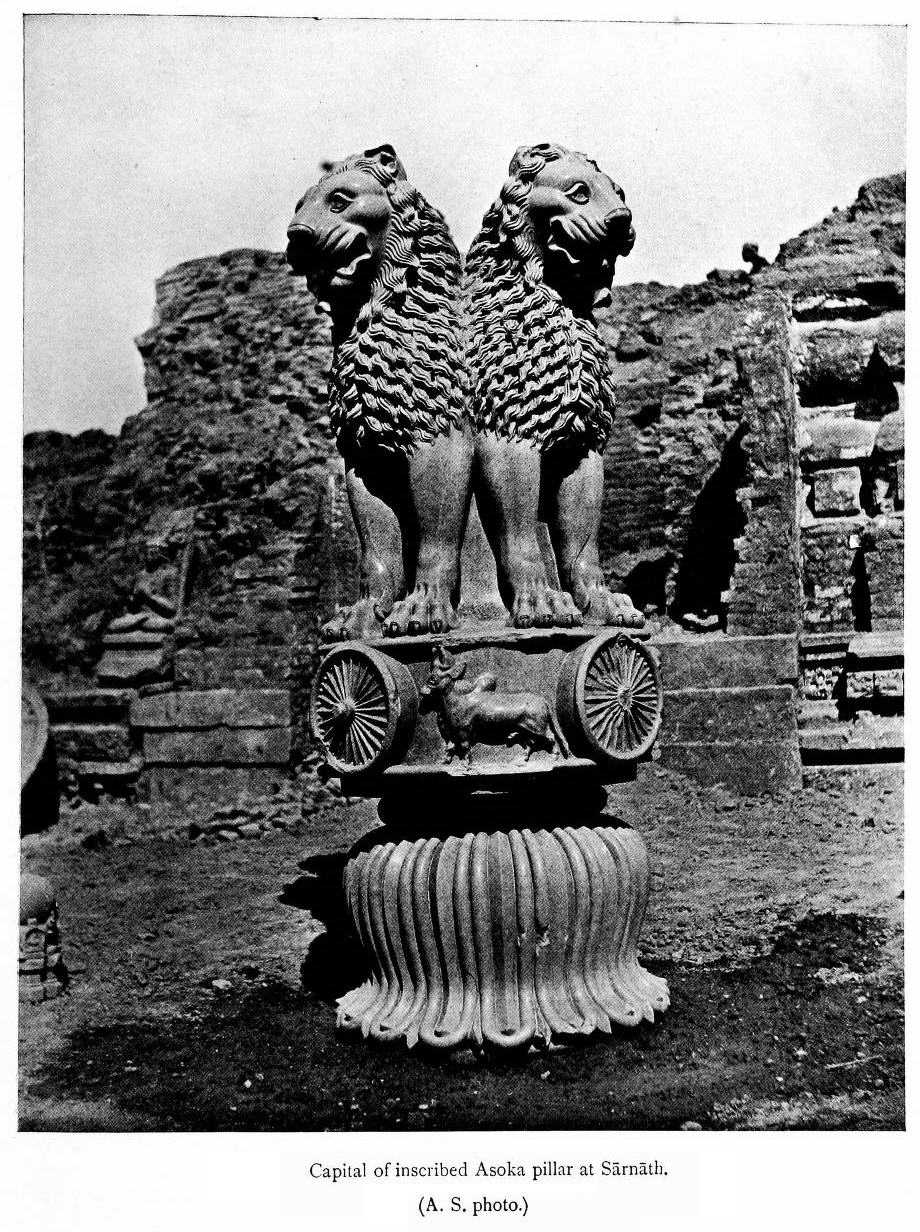
Capitel de Ashoka con cuatro leones en Sarnath, antes de 1911; son el emblema nacional de la India i el ejemplo más famoso del arte Maurya

El arte Maurya abarca las artes producidas durante el período del Imperio Maurya (siglos IV-II a. C.), que fue el primer imperio que gobernó sobre la mayor parte del subcontinente indio. Representó una transición importante en el arte indio por la utilización de la madera y la piedra. Era un arte real utilizado por los emperadores Maurya, especialmente por el rey Aśoka (ca. 272 a. C. - 232 a. C.), una figura importante de la historia del budismo. Los ejemplos más destacables de este arte se encuentra en los pilares, los estupas y las cuevas.

## Visión general

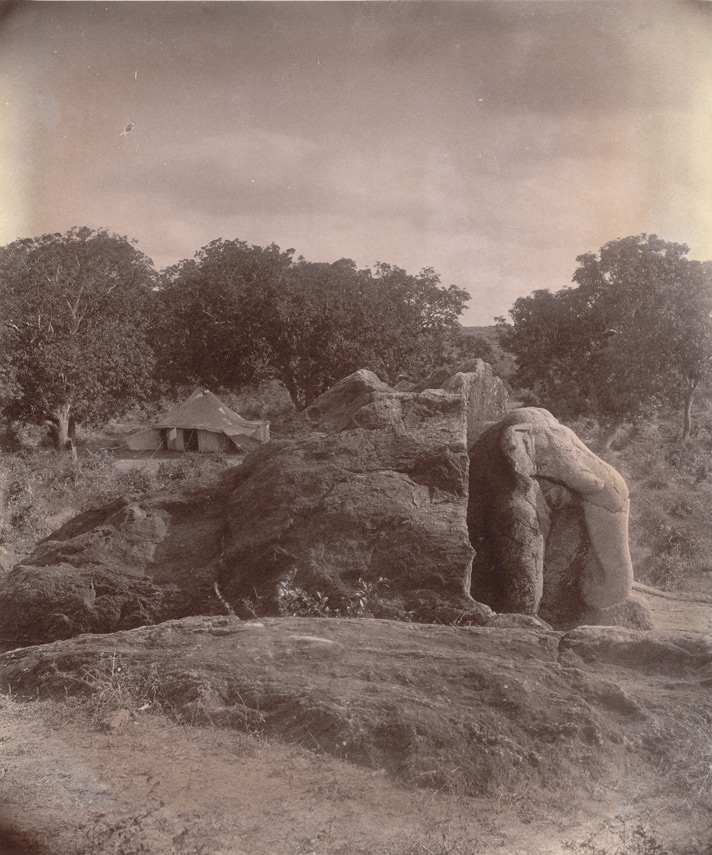
Elefante de piedra en Dhauli.

De acuerdo con el historiador Niharranjan Ray, el patrimonio formado por las joyas del arte Maurya incluye los restos del palacio real y la ciudad de Pataliputra; el camino de los monolitos de Sarnath; el Bodhimandala -el altar que descansa sobre cuatro pilares- a Bodh Gaya; las chaitya -salas de oración- excavadas en las colinas de Barabar y Nagarjuna de Gaya, las cuales incluyen la cueva de Sudama, que tiene una inscripción fechada el duodécimo año del reinado de Ashoka; las esculturas que coronan los pilares decorados con relieves de animales y vegetales en los ábacos de los capiteles, y la parte delantera de la representación de un elefante tallado en una roca en Dhauli.
Ananda Coomaraswamy era de la opinión que el arte Maurya se desarrolló durante tres fases principales. La primera fue la continuación de la tradición premauryana, que se encuentra en algunos casos en la representación de las deidades védicas: los ejemplos más significativos son los relieves de Surya e Indra en las cuevas de Bhaja. La segunda fase tuvo lugar en la plenitud de la corte del rey Ashoka, donde se encuentra típicamente en las columnas monolíticas en que se inscriben sus edictos, y la tercera fase vendría marcada por el comienzo de la utilización del ladrillo y la piedra en la arquitectura, como es el caso del original estupa de Sanchi, El camino monolítico de Sarnath y la cueva Lomas Rishi perteneciente a las cuevas de Barabar, con su fachada ornamentada que reproduce las formas de una estructura de madera.

## Arquitectura

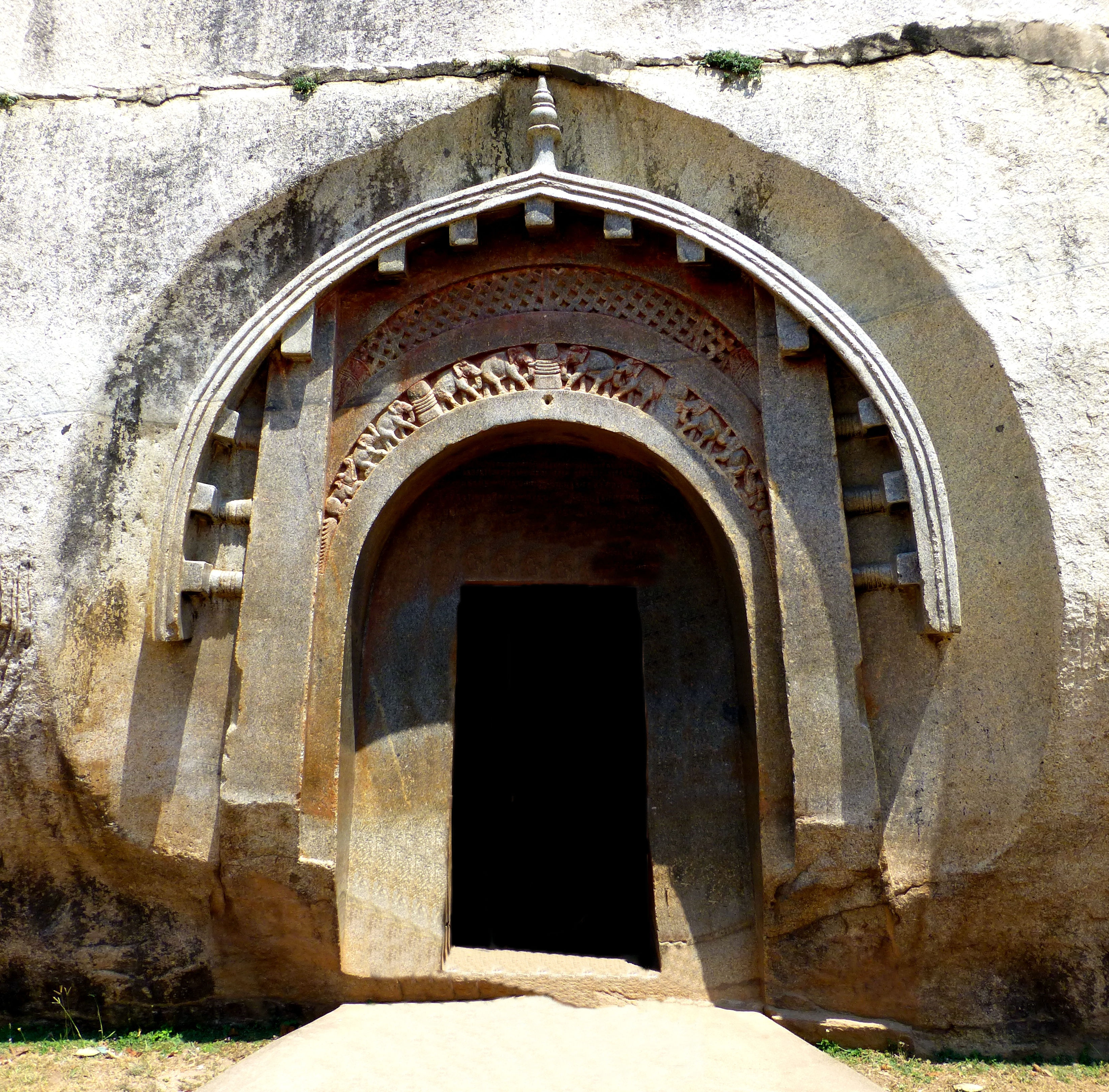
Arquitectura mauryana en Barabar, gruta de Lomas Rishi

Aunque el periodo Maurya marcó hacia su final una transición al uso del ladrillo y la piedra, la madera continuó siendo el material de construcción favorito. Chanakia, en el Artha-shastra, aconseja que se utilicen preferentemente el ladrillo y piedra por su durabilidad y dedica una gran parte del texto a las medidas de seguridad que se deben tomar para prevenir los incendios en los edificios de madera, lo que indica su popularidad.

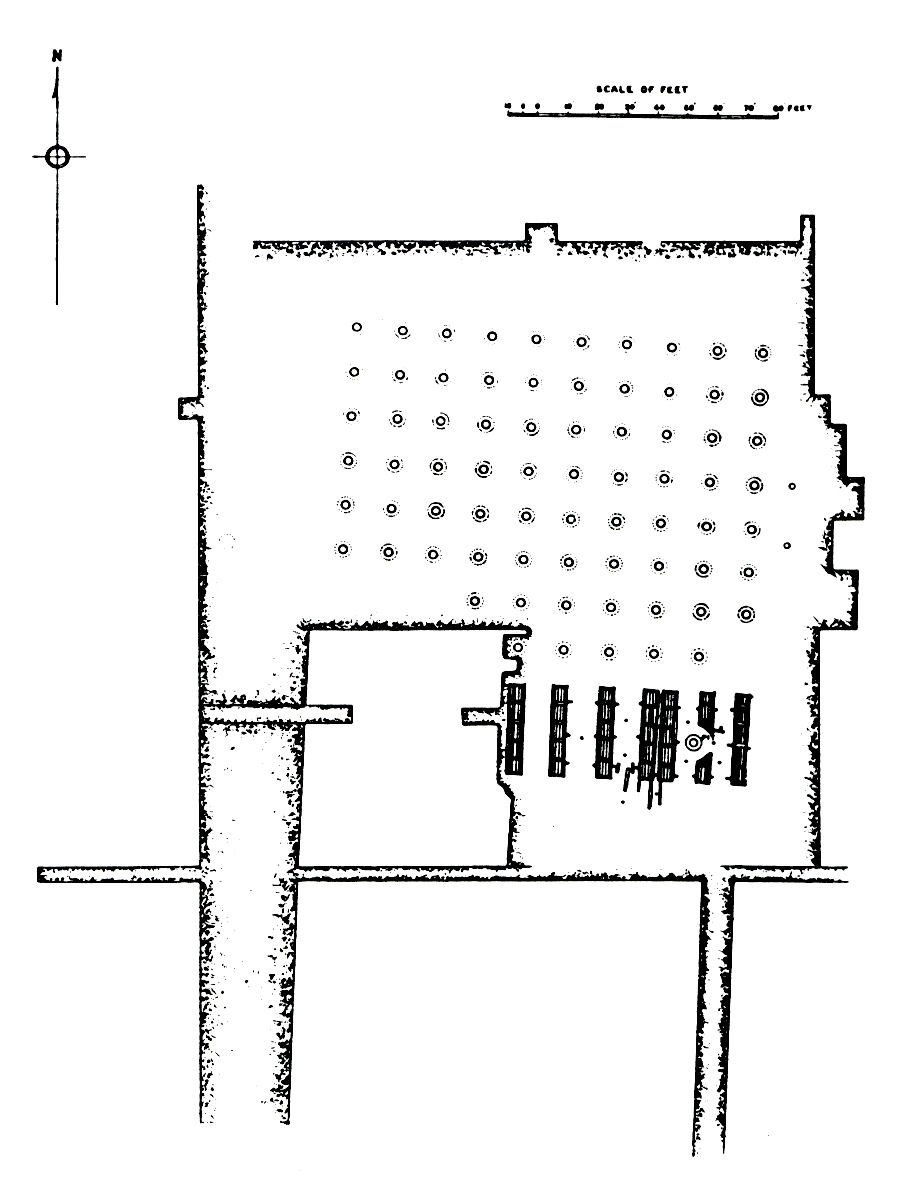
Planta de la gran sala de los 80 pilares de Kumhrar.

Megastenes menciona que la capital maurya, Pataliputra, estaba rodeada por una empalizada de madera donde se habían practicado aspilleras desde donde los arqueros podían disparar. Tenía sesenta y cuatro puertas y 570 torres. Según Estrabón, las columnas doradas del palacio estaban adornadas con ornamentos vegetales de oro y pájaros de plata. El palacio estaba situado en un extenso parque salpicado de estanques con peces y con una gran variedad de árboles y arbustos ornamentales. Las excavaciones llevadas a cabo por David Spooner Brainard y Laurence Waddell sacaron a la luz restos de enormes empalizadas de madera en Buland Bagh que corresponderían a la antigua Pataliputra. Son de particular importancia las ruinas de uno de los edificios de la zona de Kumhrar, correspondientes a una gran sala con 80 pilares. De las 80 columnas de piedra, que en su época descansaban sobre una plataforma de madera y aguantaban un techo también de madera, Spooner fue capaz de descubrir toda la parte inferior de al menos una en condiciones casi perfectas. La columna se parece a un pilar de Ashoka, liso y pulido, hecho de piedra gris de gres proveniente de Chunar ―al sur de Benarés―.
Muchas estupas como las de Sanchi, Sarnath y, probablemente, Amaravati fueron construidas originariamente en forma de montículos de ladrillo y mampostería durante el reinado de Ashoka. Con el paso del tiempo, se han ido renovando muchas veces, por lo que apenas se pueden intuir las estructuras originales. Una gran parte de los hallazgos se pueden ver expuestos en el Museo Gubernamental de Chennai y el Museo Nacional de Nueva Delhi.

## Escultura

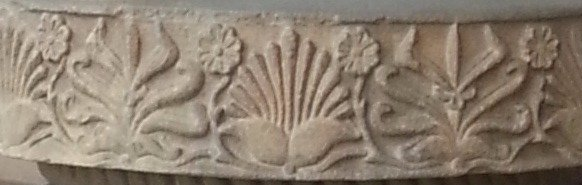
Detalle del ábaco del capitel del Buey de Rampurva, con decoración de palmetas, flores de loto y rosetas

Este período significó un paso adelante imaginativo e impresionante para la escultura pétrea de la India; las producciones escultóricas anteriores probablemente estaban hechas de madera y no han sobrevivido. Los capiteles con animales finamente cortados de algunos de los pilares de Ashoka que han llegado hasta nosotros son las obras más conocidas, y entre todos ellos destaca especialmente el Capitel de los Leones de Ashoka de Sarnath, que ha pasado a ser el emblema nacional de la India. Ananda Coomaraswamy distingue entre el arte de la corte y un arte más popular durante el periodo Maurya. El arte de la corte estaría representado sobre todo por las columnas y sus capiteles, mientras que el arte popular lo ilustran las obras de los escultores locales, como la Iaksi de Didarganj.

### Columnas y sus capiteles

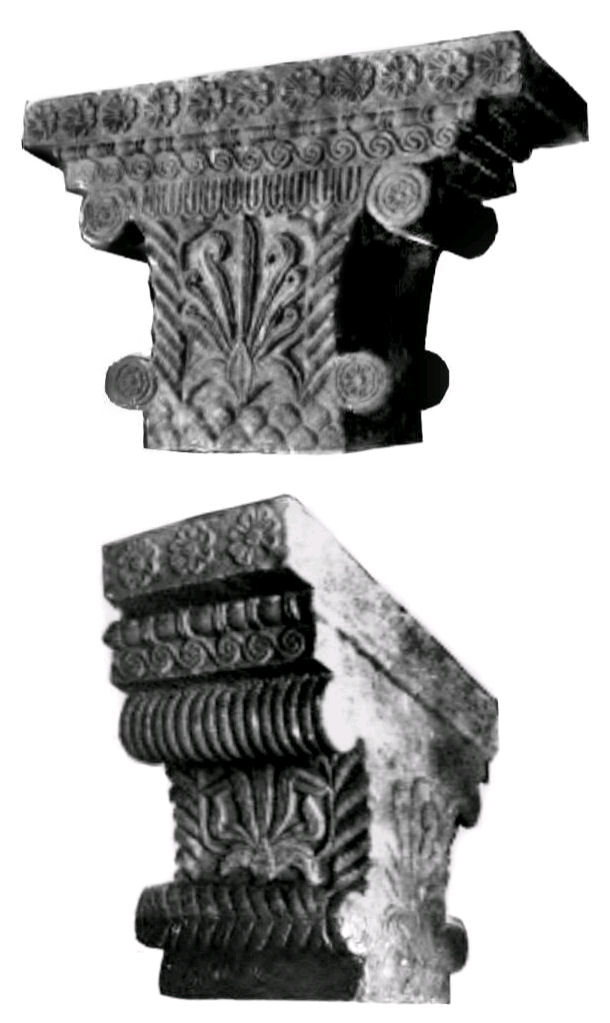
El capitel de Pataliputra, con elementos ornamentales que muestran influencias tanto de la arquitectura aqueménida como del griego (siglos IV-III a. C.).

El capitel de Pataliputra, que data del siglo III a. C., fue descubierto durante una excavación arqueológica en la ciudad de Pataliputra en las ruinas del antiguo palacio del imperio Maurya. Se ha descrito como «perso-jónico», con una fuerte influencia estilística griega, que incluye diseños de volutas, molduras y menadros. Esta pieza monumental de la arquitectura tiende a sugerir la influencia artística aqueménida y helenística en la corte de Mauryan desde el principio.

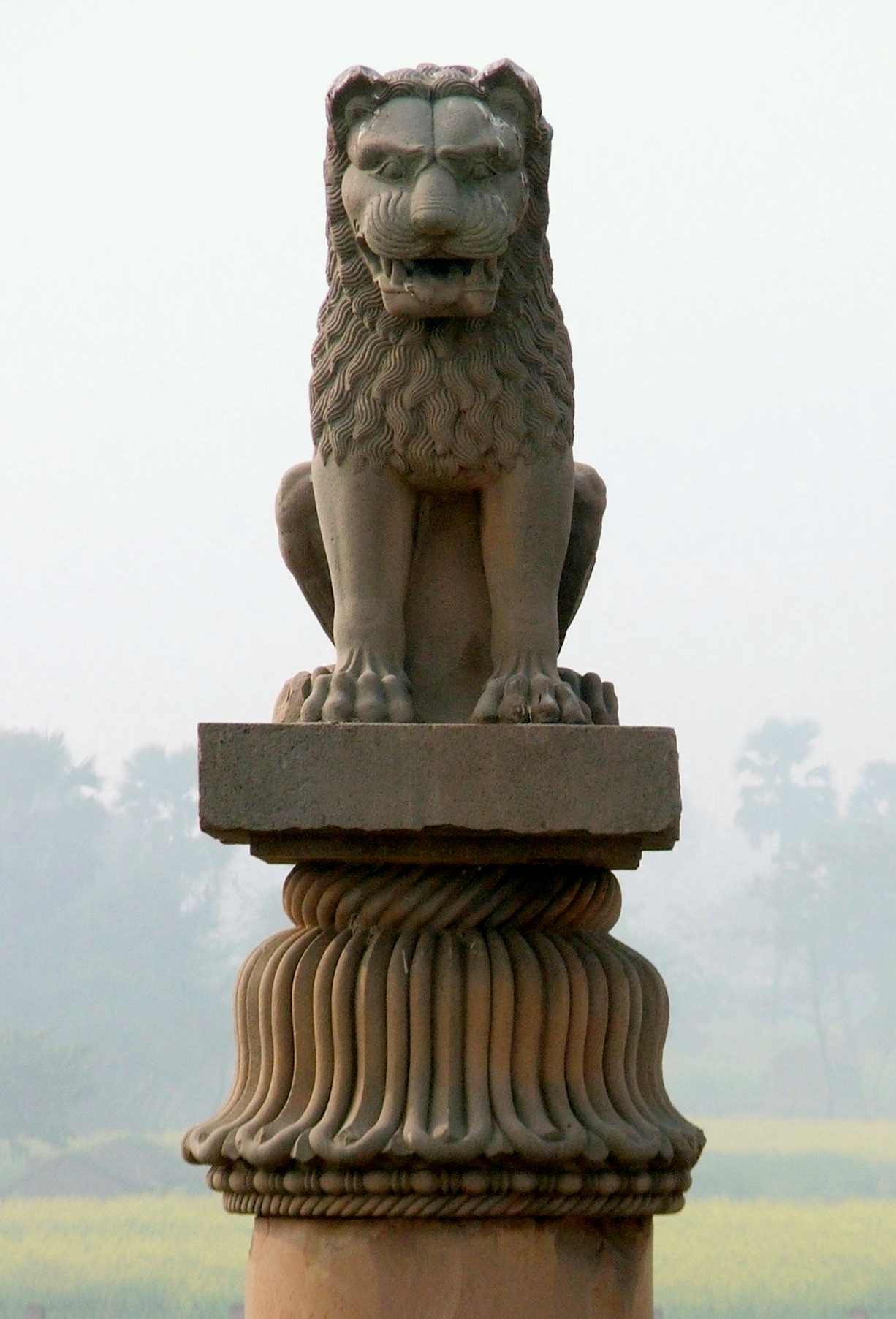
Capitel coronado por un león a Vaixali.

El emperador Ashoka también hizo erigir pilares religiosos en partes de la India. Estos pilares fueron cortados en dos tipos de piedra: los hay que se hicieron de piedra de gres roja y blanca de la región de Mathura, otros estaban realizados de una dura piedra de arenisca de grano fino -en general de color beige con pequeñas manchas negras- de la cantera de Chunar, en las cercanías de Benarés. El estilo uniforme de los capiteles de las columnas sugiere que todos fueron esculpidos por artesanos de la misma región. Parece, pues, que la piedra fue transportada desde Mathura y Chunar hasta los lugares donde se han encontrado los pilares y que, una vez allí, fueron esculpidos por los artesanos.
Los pilares religiosos del arte maurya se caracterizan por un rasgo muy singulares: están acabados con un pulido muy fino. Estos pilares se construyeron principalmente en las llanuras del Ganges. Están dedicados a los Edictos de Ashoka y explican diferentes pasajes de la vida del emperador y su visión del dharma y la justicia. Entre los capiteles de animales representados de una manera muy realista y finamente tallados, son dignos de mención el de los Leones de Sarnath, el del Toro de Rampurva y el del León de Lauria Nandangarh. Se ha especulado mucho sobre la similitud entre estos capiteles y las muestras de arte aqueménidas.

### Ejemplos de arte popular

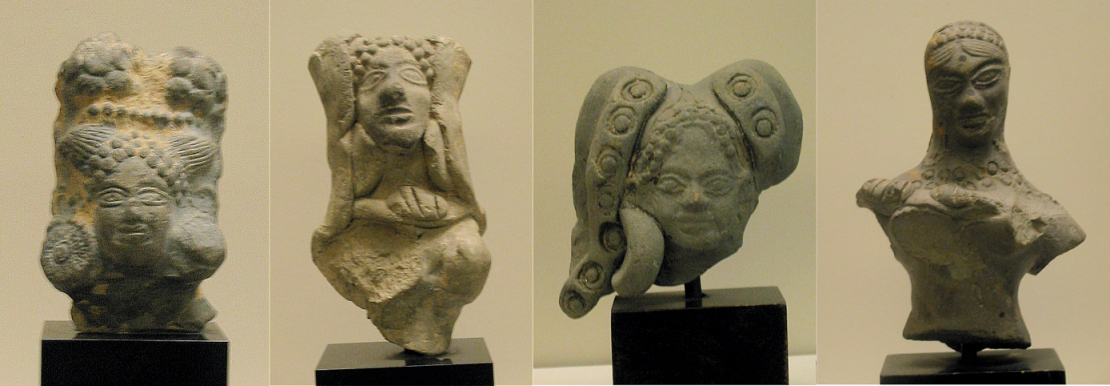
Pequeñas esculturas del imperio Maurya.

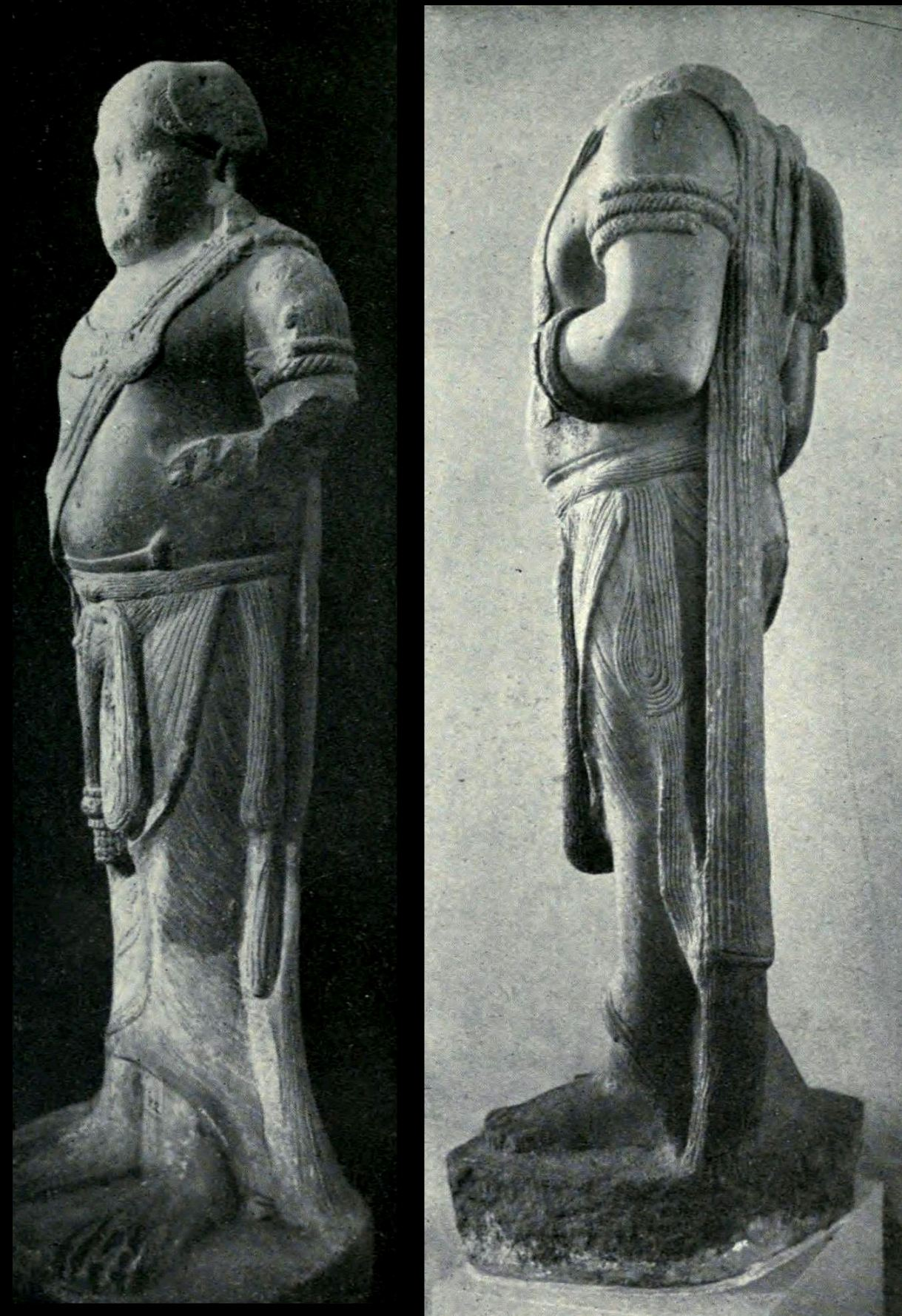
Dos monumentales iakxis descubiertos en Patna.

La obra de los escultores locales ilustra el arte popular del período Maurya. Este tipo de arte reúne un conjunto de obras que probablemente no fueron encargadas por el emperador. Los clientes del arte popular fueron los gobernadores locales y las sociedad acomodada de la población. Está representado por figuras como la escultura femenina de Besnagar, la figura masculina de Parkham y la estatua conocida como la Iakxi de Didarganj, que lleva un espantamoscas en la mano derecha; la datación de estas figuras es motivo de debate. Técnicamente se realizaron con menos habilidad que los capiteles de los pilares y expresan una considerable vitalidad física.
El elefante de piedra de Dhauli probablemente también fue esculpido por artesanos locales y no por los artistas notables que fueron los responsables de los capiteles coronados por animales. La idea del elefante que emerge de la roca es de lo más impresionante, y lo harían con el propósito de llamar la atención sobre la inscripción o edicto que había en el borde.
En los yacimientos Maurya se han encontrado objetos de terracota de varios tamaños. La tradición de modelar diosas madres en arcilla, que se remonta a la época prehistórica, continuó durante el Imperio Maurya, tal como lo atestigua el descubrimiento de objetos de este tipo en unas excavaciones en Ahicchatra. Se encuentran de manera habitual en una gran área que va desde Pataliputra hasta Taxila, en la actual provincia del Punjab, Pakistán. Muchas de estas figuras tienen formas estilizadas y están realizadas con una técnica más refinada, ya que tienen una forma bien definida y una decoración nítida. Algunas parecen haber sido hechas a partir de moldes, ya que no hay muchas diferencias entre ellas. Las terracotas de Taxila son un conjunto de ídolos primitivos y relieves votivos en forma de deidades, juegos de dados, adornos personales y «bibelots» diversos. Entre los ornamentos de uso personal se encontraron medallones circulares, similares a los amuletos contra maleficios usados por los niños romanos. También se han encontrado anillos de piedra en cantidades variables, probablemente asociados a un culto a la fertilidad. Las imágenes populares de terracota de dioses y diosas que se han encontrado tienen un aspecto más arraigado a la tierra que no al mundo de la divinidad.

## Cerámica

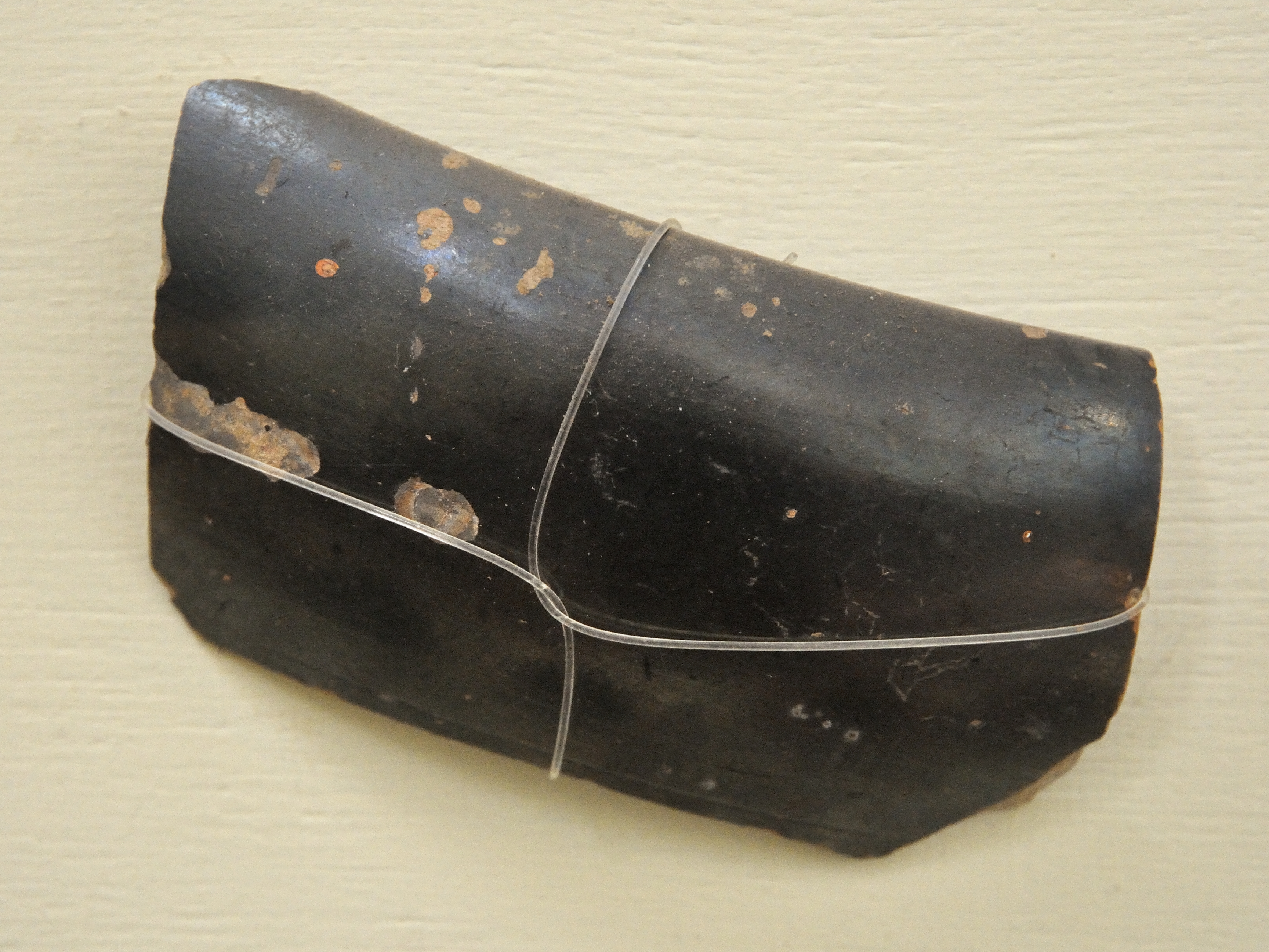
Pieza bruñida de la Cultura de la cerámica negra pulida norteña.

El uso del torno de alfarero se hizo omnipresente. La cerámica asociada con el imperio Maurya consta de muchos tipos de piezas y vasijas, pero la técnica más desarrollada observa en un tipo especial de barro conocida como la de la Cultura de la cerámica negra pulida norteña, que fue el sello distintivo de los períodos anteriores y el comienzo de la época Maurya. Esta cerámica se realizó con una fina arcilla aluvial que, cuando se observa en la sección de una pieza, es por regla general de color gris y a veces adopta un tono rojizo. Está bruñida de manera brillante, lo que le otorga la calidad de un esmalte, de un color que varía del negro azabache, al gris profundo o al azul metálico como del acero. De vez en cuando, en la superficie se hacen evidentes pequeñas manchas de color marrón rojizo. Se puede distinguir de otras piezas, como las rojas pulidas o revestidas con grafito, por su peculiar brillo. Esta cerámica se utilizaba principalmente para fabricar platos y cuencos pequeños. Se encuentra en abundancia en el valle del Ganges. Aunque no era muy rara, obviamente era una cerámica más cara que las otras variedades de barro; a veces se han encontrado piezas aarregladas con grapas de cobre, lo que indica que una pieza dañada de la vajilla de este tipo de cerámica tenía valor suficiente para ser restaurada.

## Monedas

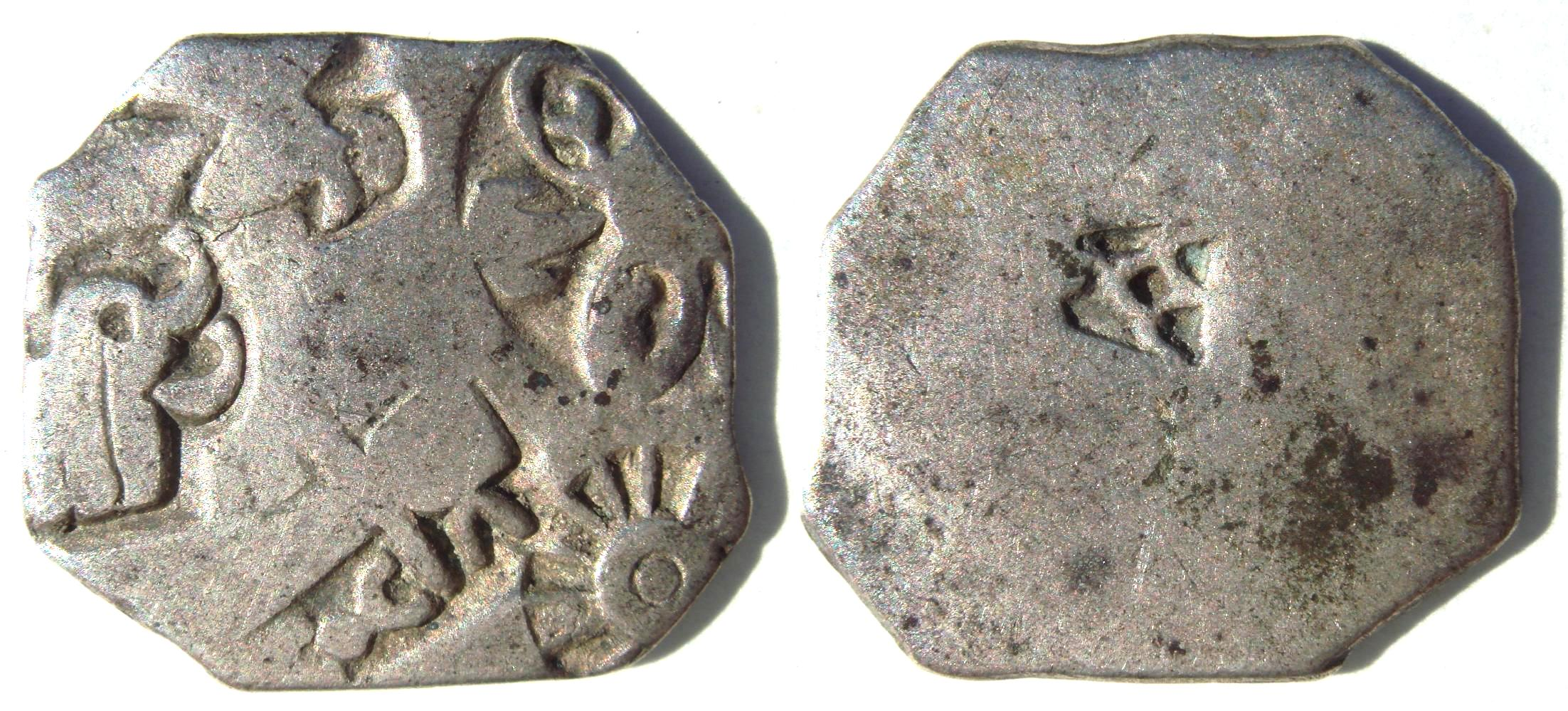
Monedas de plata del imperio Maurya, con inscripciones de los símbolos de la rueda y el elefante.

Las monedas emitidas por Maurya fueron mayoritariamente de plata y también se acuñaron algunas piezas de cobre, con diversidad de formas, tamaños y pesos, y llevaban incisos uno o más símbolos. Los más comunes de estos símbolos son el elefante, el árbol y la montaña. La técnica de producción de estas monedas era, en general, primero hacer el corte del metal y luego la incisión de los diversos símbolos. [10] Estos símbolos se dice que representaban la insignia real o la señal del gremio local que emitió la moneda. Algunas llevaban incisas varias marcas, lo que significa que las monedas más antiguas a menudo se volvían a encuñar. El contenido de la aleación se parece mucho a lo especificado en el Arthashastra, un antiguo tratado indio sobre el arte de gobernar, con enseñanzas sobre política económica y estrategia militar, escrito en sánscrito. Sobre la base de la identificación de los símbolos en las monedas marcadas con unos ciertos gobernantes de Maurya, el científico indio Damodar Dharmananda Kosambi, después de identificar algunos de los símbolos marcados en las monedas, vio que correspondían a ciertos gobernantes y comprobó que la moneda del tipo kārshāpaṇa de la época Maurya acuñada en tiempos del rey Chandragupta Maurya tiene el mismo peso que su predecesora, pero contiene mucho más cobre, aunque con una gran variación de peso entre los diversos ejemplares, lo que hace sospechar que la fabricación de esta moneda se hizo con precipitación. Esta evidencia de la tensión y la demanda insatisfecha de moneda corriente se acompañó de una degradación de la economía marcada por la inflación; además, en esta época desaparecieron las marcas del reverso, que eran la señal identificativa de los gremios comerciales antiguos. Todo ello, a juicio de Kosambi, indica que se produjo una crisis fiscal en el período Maurya tardío. Sin embargo, su método de análisis y la identificación cronológica al respecto han sido cuestionados.

## Pintura
Aunque, en las descripciones que hace Megástenes, se puede estar seguro de la utilización artística de la pintura durante el periodo Maurya, por desgracia no nos ha llegado ninguna traza hasta hoy día. Unos siglos más tarde, las pinturas de las grutas de Ajanta descubiertas en 1819, consideradas las pinturas indias más antiguas encontradas hasta ahora, muestran que detrás había una tradición bien desarrollada, que quizás abarcó incluso la época Maurya (300 a. C. a 100 a. C.).

## Galería de imágenes

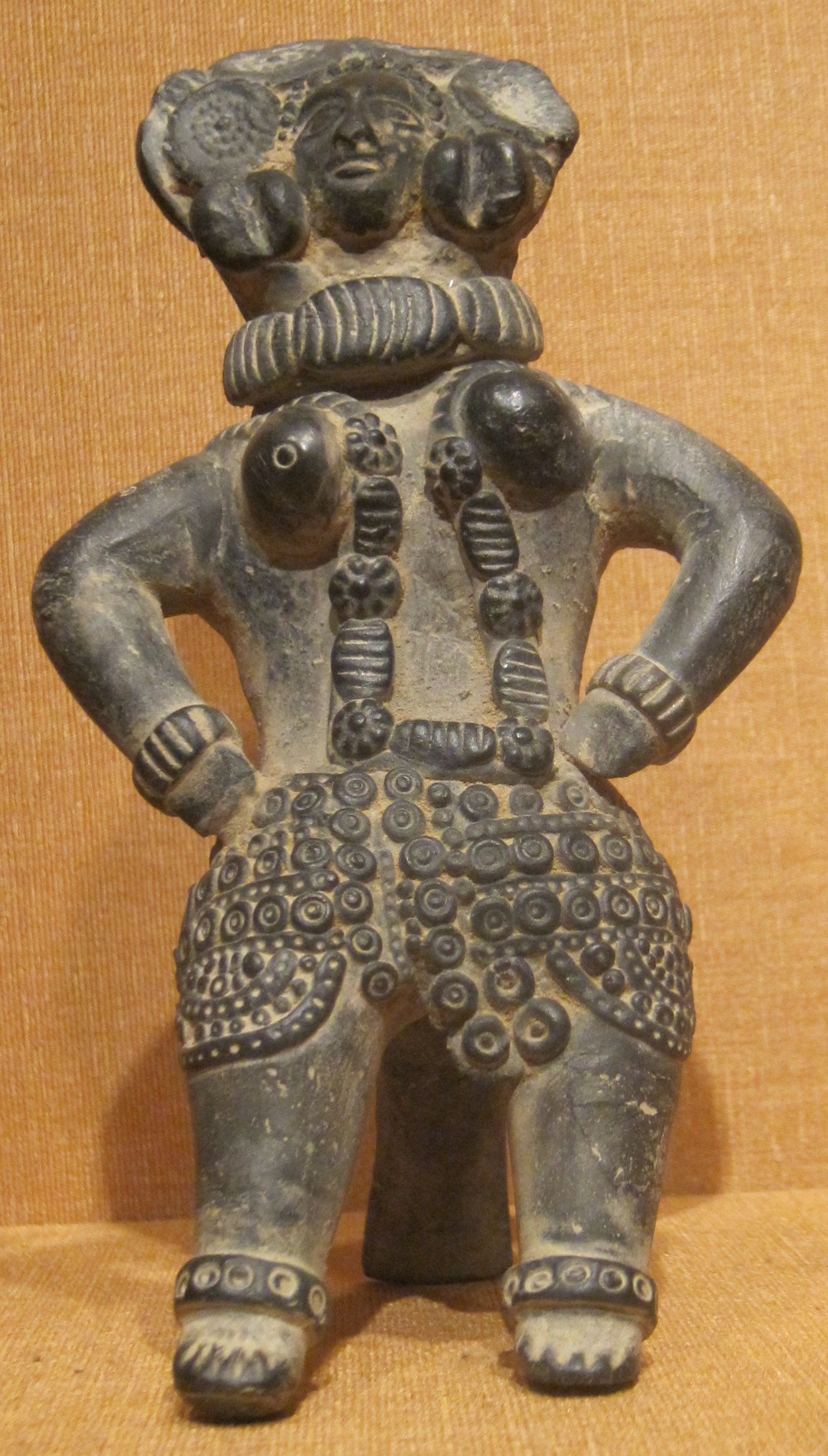
Figura femenina de terracota (320-200 a.C.), proveniente del norte de la India. Museo de Arte de Honolulu.
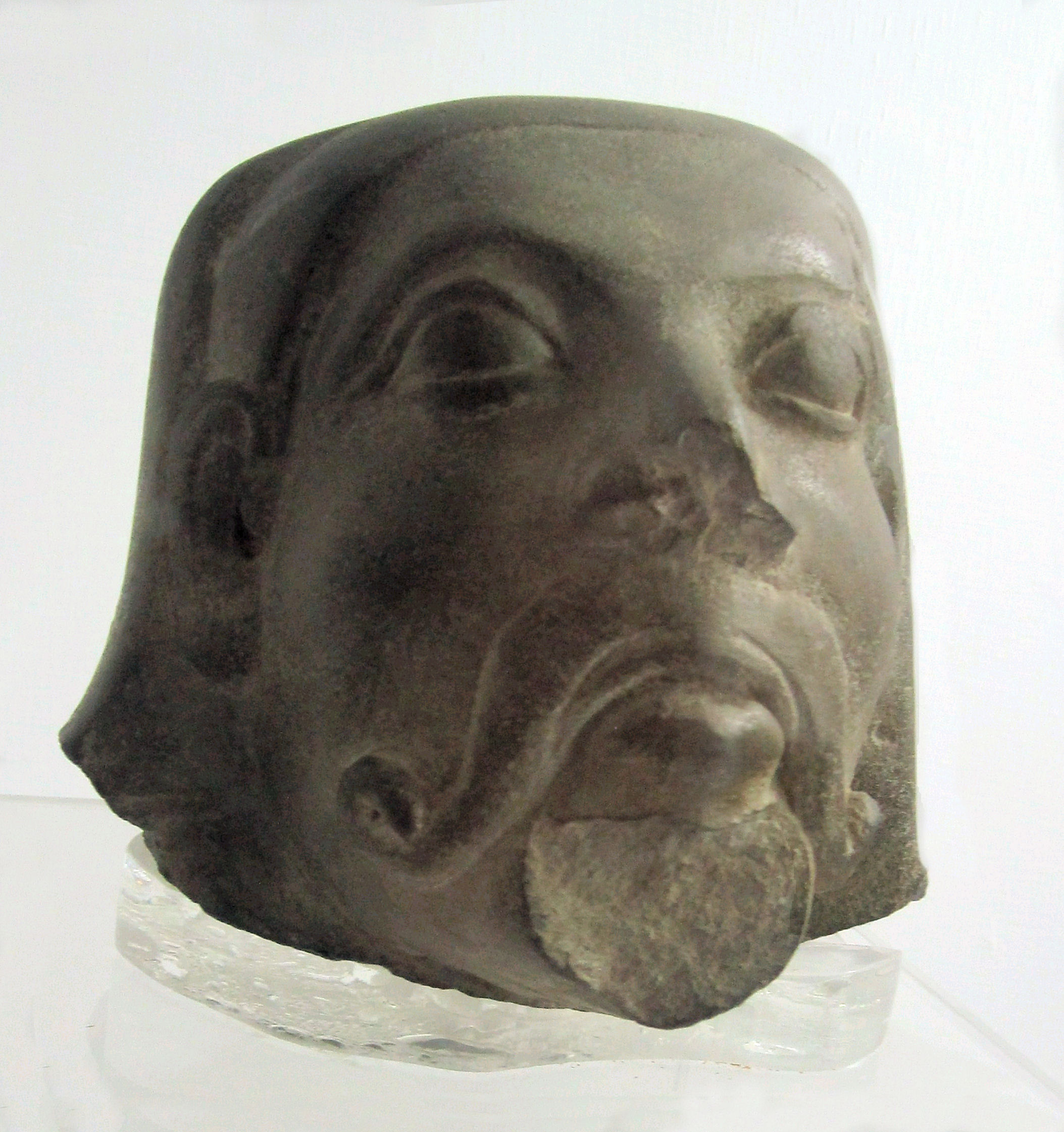
Cabeza de hombre del siglo III a.C., de piedra arenisca, proveniente de Sarnath. Museo Nacional de Nueva Delhi.
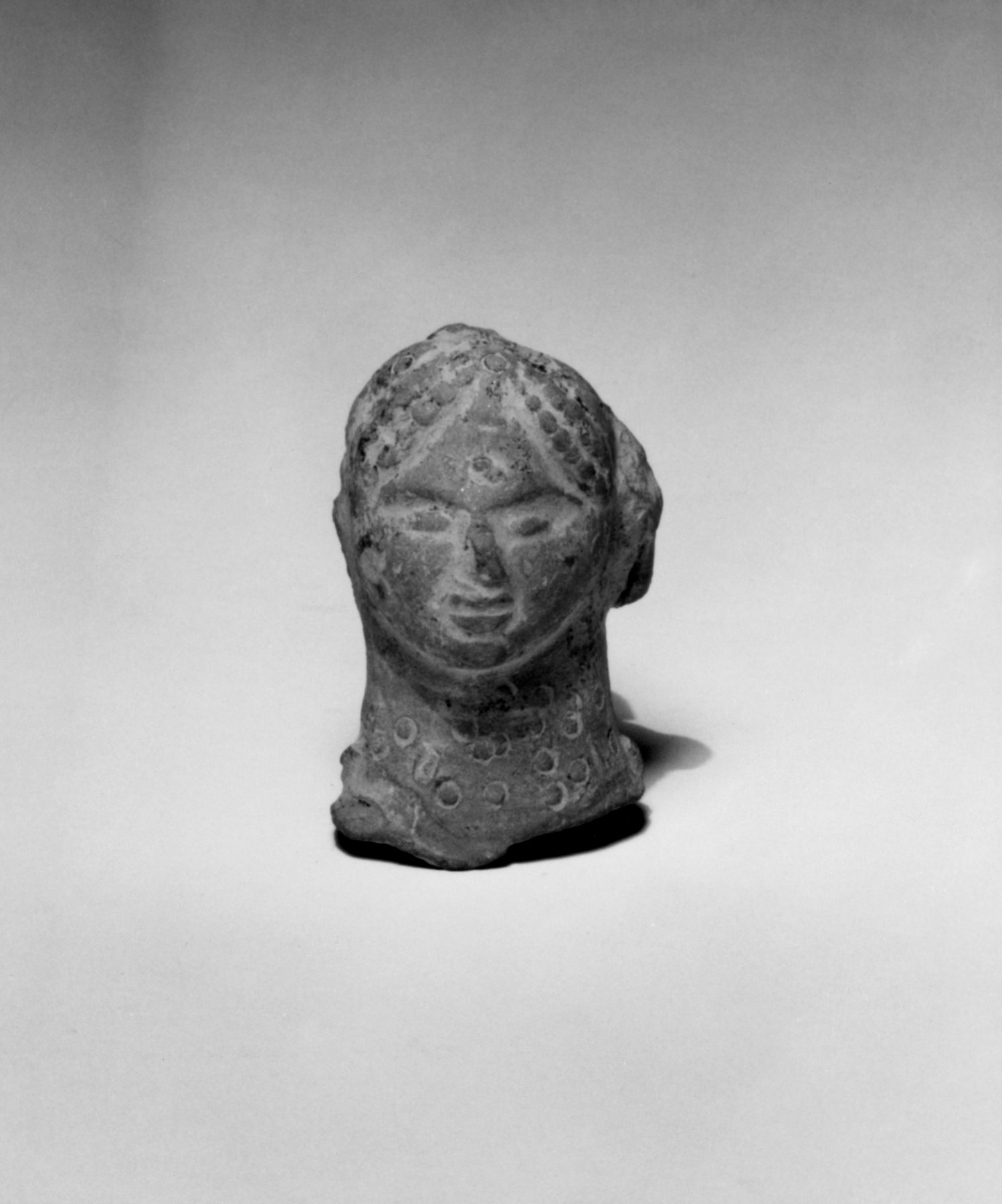
Cabeza de cerámica popular de una deidad india del siglo III a.C. Museo Walters, Baltimore.
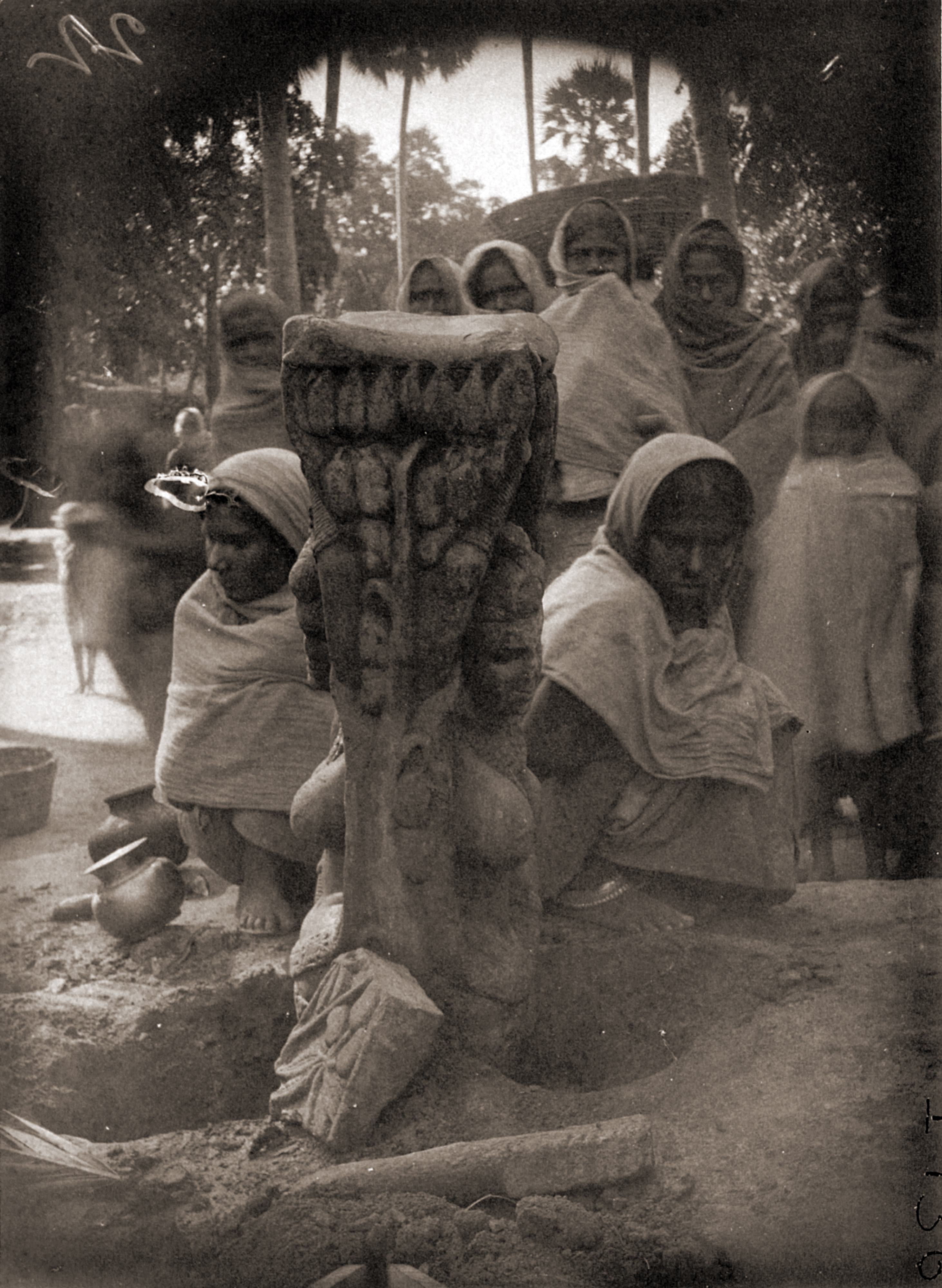
Estatua de Matrikas encontrado en las cercanías de Agam Kuan, Patna.
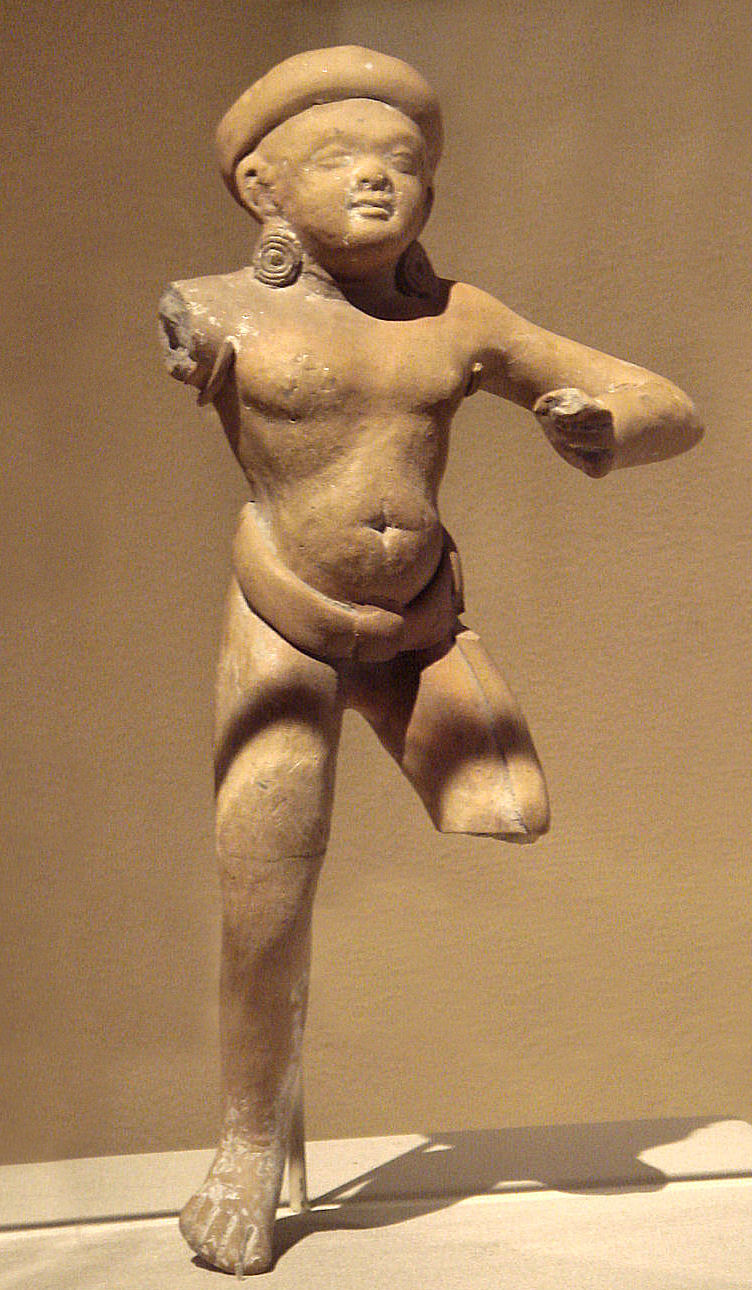
Estatuilla del siglo II a.C. Metropolitan Museum of Art, Nueva York.
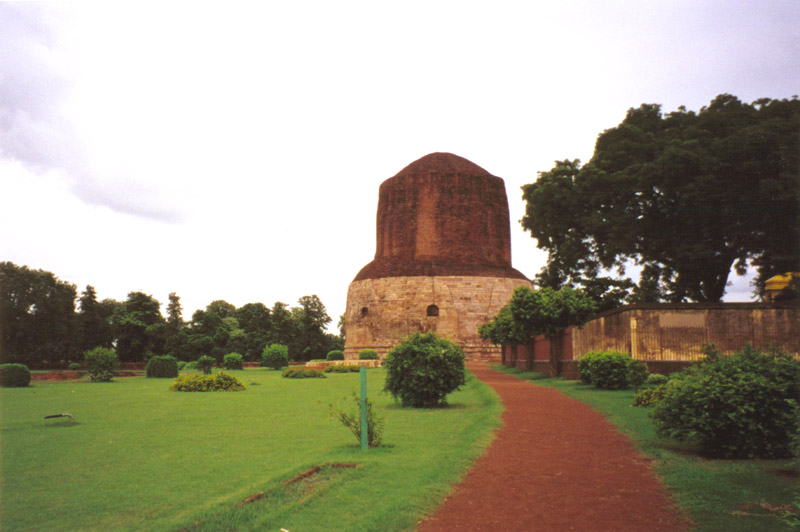
Estupa de Dhamek, Sarnath.
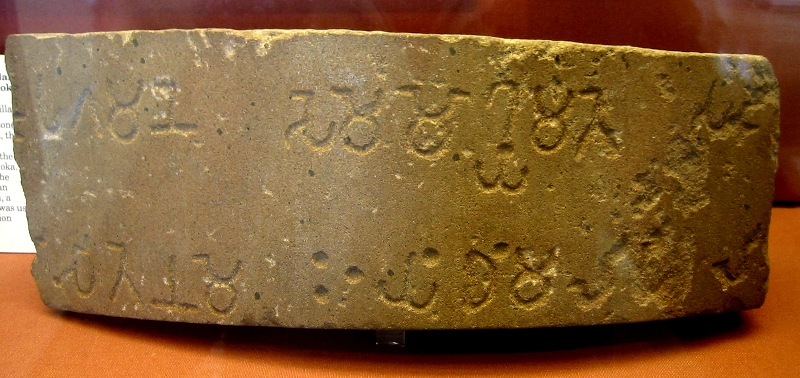
Fragmento de pilar de gres con el sexto Edicto de Ashoka (238 a.C.), escrito en alfabeto brahmi Museo Británico, Londres.
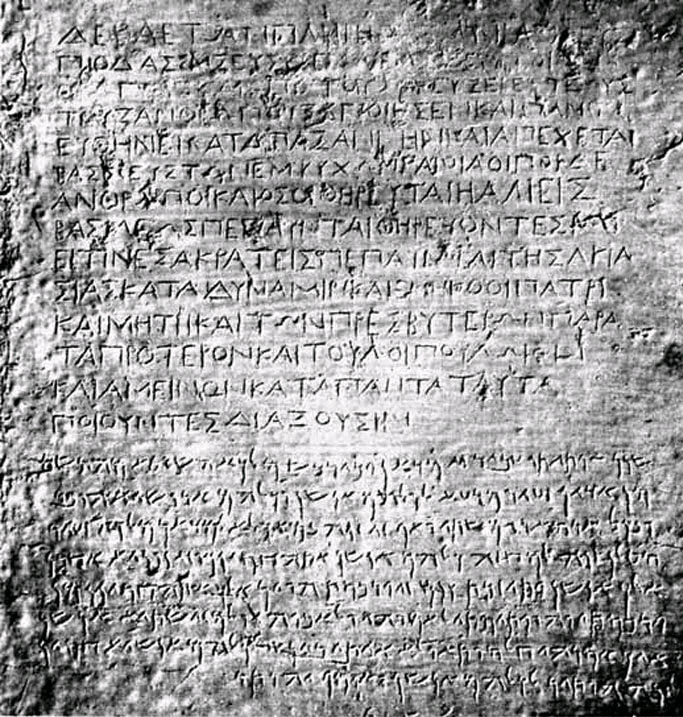
Inscripción bilingüe en una roca de Kandahar, Afganistán, escrita en griego y arameo, con los célebres edictos promulgados por el rey Ashoka. Museo de Kabul.